# Coccoloba floribunda
Coccoloba floribunda là một loài thực vật có hoa trong họ Rau răm. Loài này được (Benth.) Lindau mô tả khoa học đầu tiên năm 1896.